# Tracy Brookshaw
Tracy Brookshaw (Ontario, 22 mei 1975), beter bekend als Traci Brooks, is een Canadees professioneel worstelaarster, scheidsrechter en manager. Ze spendeerde grotendeels haar professioneel worstelcarrière bij Total Nonstop Action Wrestling (TNA).

## Carrière
In begin 2002 zei Brookshaw in een interview dat ze geïnspireerd was om "de volgende WWF Superstar" te worden. Dit leidde tot ze door  Ron Hutchinson, een professioneel worstelaar die een professioneel worstelschool had in Ontario, Canada, om een professioneel worstelaarster te bekomen. In maart 2000 begon haar training onder Hutchinson en debuteerde in januari 2001 als Tracy Brooks.
In 2001 en 2002 verscheen Brooks in verscheidene onafhankelijke promoties zoals Border City Wrestling en de Apocalypse Wrestling Federation (AWF) en daar ook verscheidene titels won.
Op 30 april 2003 debuteerde Brooks in de Total Nonstop Action Wrestling (TNA) waar ze met een katholieke schooluniform verscheen en Lollipop aanviel. Vervolgens deed ze mee aan verscheidene gemengde tag teams met David Young, Ron Killings en tussendoor, in juni 2003, een vrouwelijke stable, "Bitchslap", vormde met Nurse Veronica en Valentina. De stable was al snel ontbonden wanneer Veronica geen akkoord had met haar TNA-contract en Brooks was niet meer te zien op de TNA-televisie.
Brooks keerde terug naar TNA op 5 november 2003 waar ze Shane Douglas hielp om The Sandman te verslaan. Op 26 november 2003 hielpen Douglas en Brooks, toen kortweg bekend als Traci, Michael Shane om Sonjay Dutt te verslaan. De trio vierden en kort daarna kondigde Douglas aan dat ze samen de "The New Franchise" heetten. The New Franchise begon dan te ruziën met Triple X (Christopher Daniels, Low-Ki en Elix Skipper) en de ruzie werd op 21 april 2004 beëindigd wanneer Shane van Daniels verloor. Vervolgens was er een ruzie tussen Shane en Douglas en een week later hielp Traci Shane om Douglas te verslaan. Traci bleef bij Shane en rekruteerde Frankie Kazarian. Dit leidde tot het vormen van een team, Shazarian. In het najaar van 2004 keerde Traci in een face (held) door Shane en Kazarian te verlaten om de assistente van Dusty Rhodes te bekomen.
In mei 2005 keerde Traci opnieuw terug naar Shane, die zijn ringnaam veranderde in Matt Bentley, zijn echte naam. Op 15 mei 2005 worstelde Traci, haar eerste match sinds een jaar, tegen Gail Kim en de match was bedoeld voor de TNA Knockouts DVD. Kim won van Traci na verstoring van America's Most Wanted.

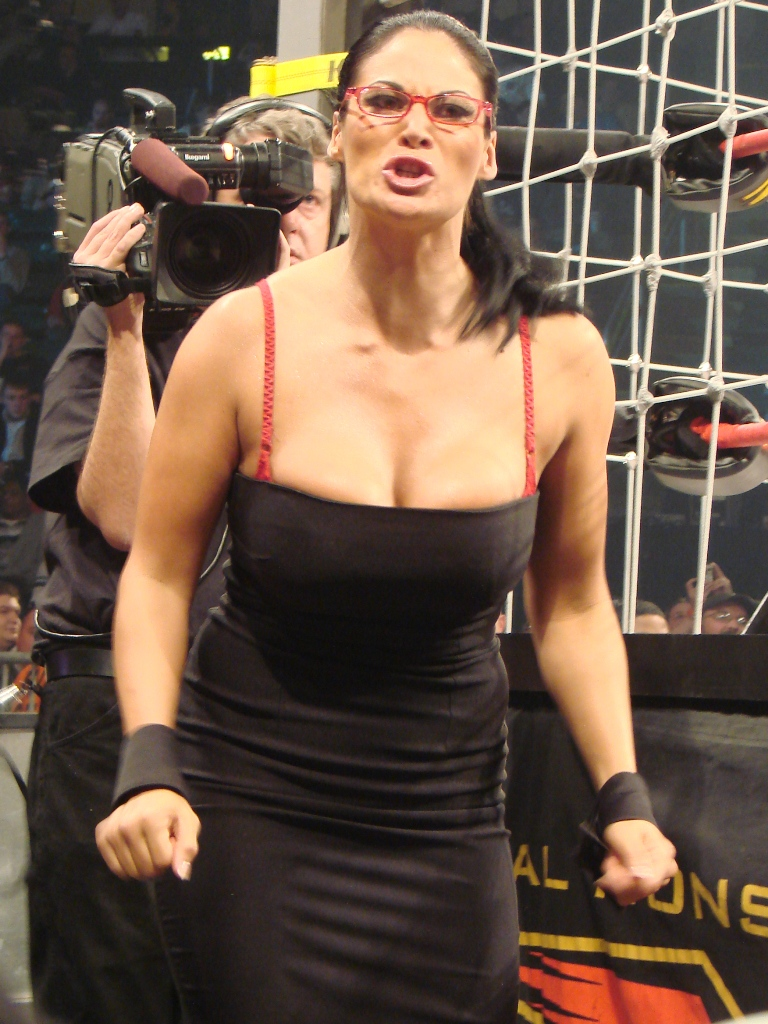
Brooks in 2007

Op Bound for Glory 2006 kondigde Traci als Robert Roode's manager en veranderde haar ringnaam in Ms. Brooks en haar karakter in een heel (schurk). Een jaar later, in januari 2007, ontsloeg Roode Ms. Brooks en werd vervangen door Ms. Payton Banks. Kort daarna veranderde Brooks haar karakter en ringnaam in een heel en in Traci Brooks en begon te ruziën met Banks. Op Against All Odds 2008 versloeg Brooks Banks en versloeg Banks opnieuw op 3 april 2008.
Op 17 juli 2008 had Brooks een gesprek met Jim Cornette over de Knockouts. In begin augustus was Brooks de special guest referee voor een match tussen Roxxi en Jacqueline, die Roxxi won. Cornette kondigde in augustus 2008 aan dat Brooks de hoofd was van 'Knockouts afdeling' en kreeg de titel: "Knockout Law". In januari 2009 stopte Brooks met haar TNA-verschijningen en Cornette nam de controle over van de 'Knockouts afdeling'. Op 12 maart 2009 keerde ze weer terug op TNA als scheidsrechter.
Op 23 juli 2009 keerde Brooks terug op de televisie als worstelaarster. Later zei ze in een interview dat ze in het voorjaar van 2009 tijd spendeerde voor bepaalde projecten in Hollywood. Ze keerde terug als scheidsrechter voor de Knockout battle royal. De winnares kreeg $50000 en de mogelijkheid om lid te worden van The Main Event Mafia. Tijdens de battle royal bleven er nog twee deelneemsters over, Tara en Awesome Kong en Brooks maakte bekend dat ze eigenlijk een deelneemster was en elimineerde Tara en Kong. Door de winst werd Brooks lid van The Main Event Mafia en opnieuw een heel. Nadat de groep op 22 oktober 2009 werd ontbonden veranderde ze in een face en startte een vete met de heel Alissa Flash. Op 4 maart 2010 was Brooks haar TNA-contract afgelopen en werd vrijgegeven.
Op 21 juli 2011 maakte Brooks haar TNA-terugkeer om Velvet Sky en Mickie James te redden van ODB en Jacqueline. Een jaar later, op 17 april 2012, was Brooks vrijgegeven van haar TNA-contract.

## Persoonlijk leven
Brookshaw trouwde op 7 januari 2010 met worstelaar Frank Gerdelman, beter bekend als Frankie Kazarian.

## In het worstelen
- Finishers
  - Brooks and Done (2004–2007)
  - Kneeling shoulder jawbreaker
  - Pie in the Sky

- Signature moves
  - Gutwrench suplex
  - Hurricanrana
  - Kneeling facebuster
  - Spear

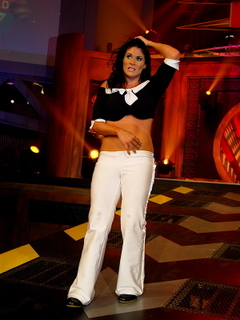
Brooks in 2004

  - Tilt-a-whirl headscissors takedown

- Managers
  - April Hunter
  - Christy Hemme
  - Robert Roode

- Worstelaars gemanaged
  - Michael Shane / Matt Bentley
  - CM Punk
  - Colt Cabana
  - Shane Douglas
  - The Harris Brothers
  - Frankie Kazarian
  - Ace Steel
  - David Young
  - Jackie Moore
  - Robert Roode
  - Eric Young
  - Chris Sabin
  - Alex Shelley
  - The Giant Garcort

- Bijnamen
  - "The C.E.O. (Chief Executive Offender) of Robert Roode, Inc."
  - "Knockout Law"
  - "The Original Knockout"
  - "The Main Event Mafia's Chosen One"

- Opkomstnummers
  - "#1 Crush" van Garbage
  - "Girlfriend" van Dale Oliver
  - "No More Fears" van Dale Oliver
  - "Dirty Little Secret" van The All-American Rejects (Independent circuit)
  - "Knockout" van Dale Oliver[33]

## Prestaties
- 3X Wrestling
  - 3X Wrestling Women's Championship (1 keer)

- All Star Championship Wrestling
  - Justice Cup (2005)

- Apocalypse Wrestling Federation
  - AWF Heavyweight Championship (1 keer)

- Coastal Championship Wrestling
  - CCW Women's Championship (1 keer)

- CyberSpace Wrestling Federation
  - CWF His and Hers Tag Team Championship (1 keer met Michael Shane)

- Downsouth Championship Wrestling
  - DCW Women's Championship (1 keer)

- Great Lakes Championship Wrestling
  - GLCW Women's Championship (1 keer)

- New Ohio Championship Wrestling
  - NOCW Women's Championship (1 keer)

- RingDivas Women's Wrestling
  - RingDivas World Championship (1 keer)

- Southern Championship Wrestling
  - SCW Women's Championship (1 keer)

- Total Nonstop Action Wrestling
  - Knockout of the Year (2004)

- World Xtreme Wrestling
  - Women's Super 8 Tournament (2002)

- Andere titels
  - Super J Tournament (2005)
  - WWA Women's Championship (1 keer)